# Henry E. Burel
Pour les articles homonymes, voir Burel.
Henry E. Burel est la signature d'artiste de Henri Armand Émile Burel, artiste peintre, poète et illustrateur français né à Fécamp le 8 juin 1883, mort à Fécamp le 4 mars 1967. Il fut parallèlement actif à Fécamp dans le domaine du séchage, du conditionnement et du négoce de la morue.

## Biographie
« Potache, il vouait son cœur à la mer » évoque René Domergue. L'attirance dès sa jeunesse d'Henry E. Burel pour la peinture nous est également restituée au travers de cette passion commune - qu'il évoque lui-même - qui le lie alors au futur décorateur René Crevel dont la famille, venue de Rouen, s'est installée à Fécamp en 1895. Les deux amis vivent en partage des « dimanches de peinture » qui consistent à se rendre à bicyclette en pleine nature et à y peindre sur le motif.

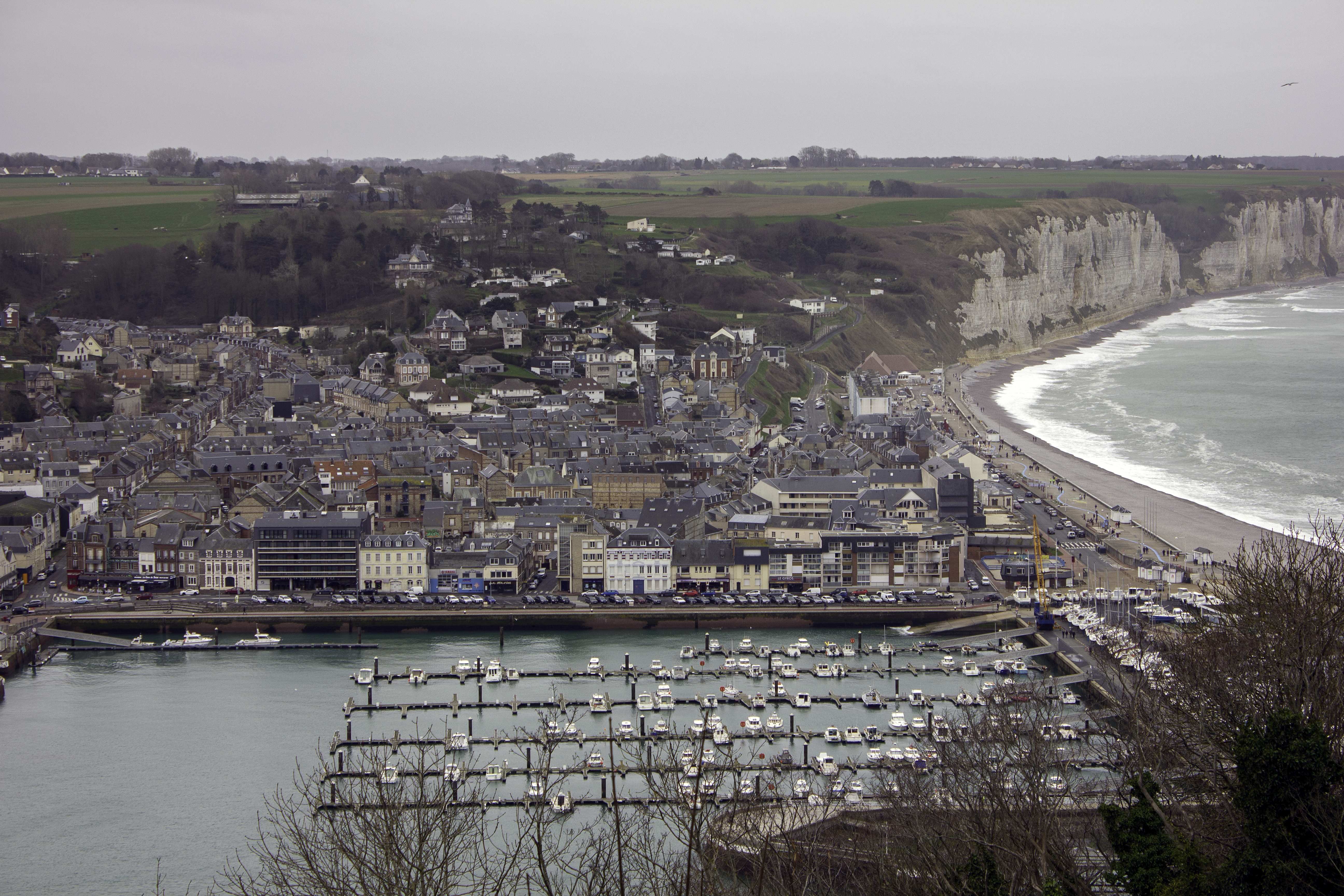
Fécamp.

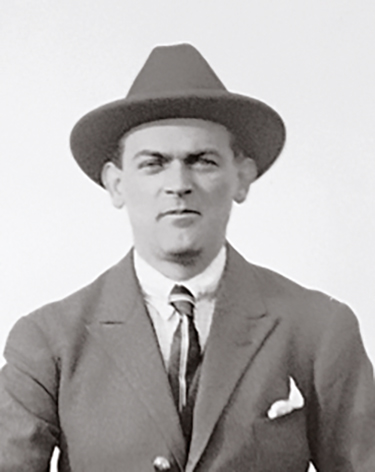
René Crevel.

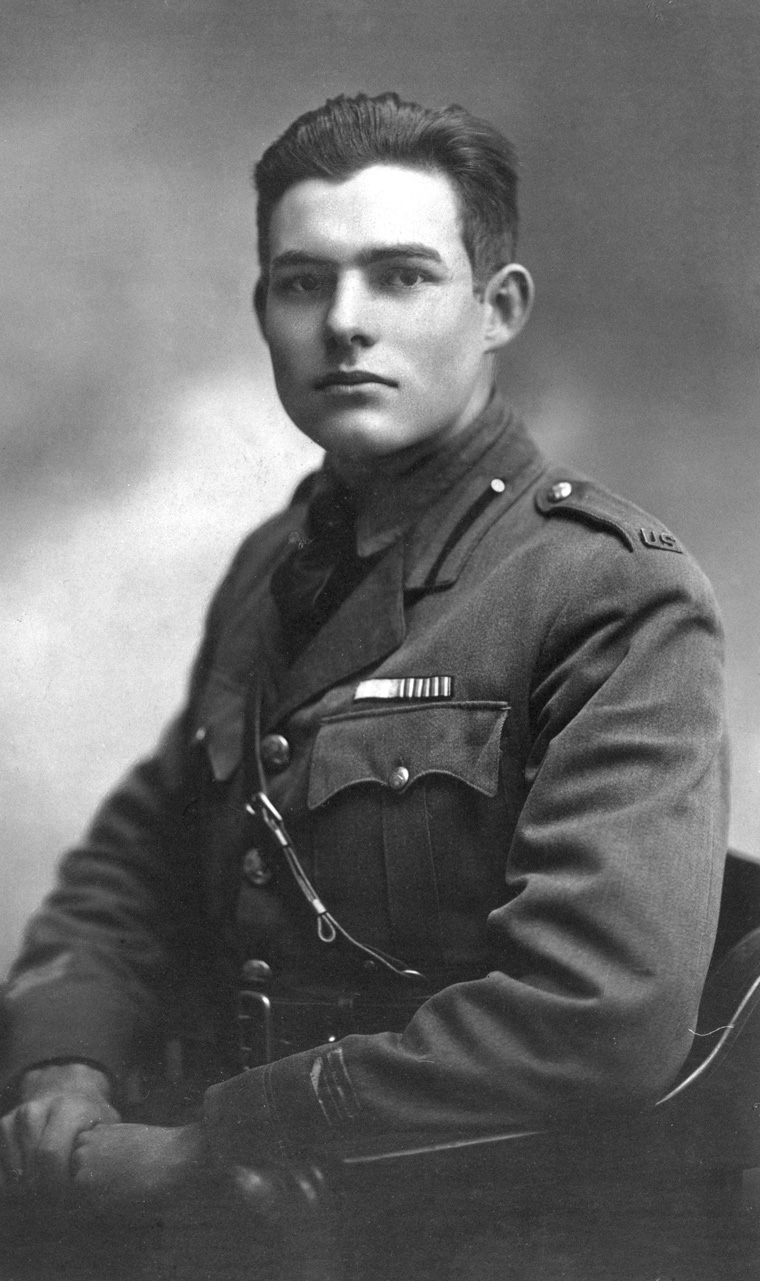
Ernest Hemingway.

Henry E. Burel épouse Blanche Alice Pope le 17 octobre 1908 à Fécamp où le couple réside boulevard Albert-Ier, ses deux enfants y naissant, Andrée en 1910 (elle prendra par son mariage le nom de Huguet) et Pierre-Henry en 1911. Dans ses mémoires, F. Bogers, militaire basé pendant la Première Guerre mondiale à Fécamp où l'armée belge a implanté un camp d'instruction, évoque en la maison - dont le maître des lieux voue « un véritable culte à Monet et à Sisley » et touche à la poésie en violon d'Ingres - un lieu fréquenté d'artistes et d'écrivains, Ernest Hemingway y séjournant en avril 1917 et, dans une amicale complicité, s'y amusant à recomposer en langue anglaise des poèmes de Burel. 

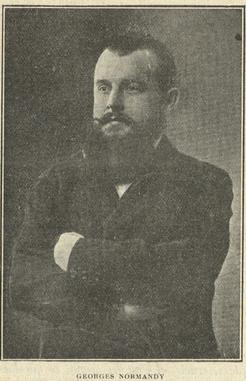
Georges Normandy.

D'autres visiteurs habitués nous sont cependant restitués par un proche d'Henry E. Burel, le poète André Chardine (1902-1971), futur conservateur du Palais Bénédictine, qui situe en ces années 1917-1919 la fondation par ces amis poètes et artistes d'une « ambitieuse » École fécampoise, parrainés en cela par l'écrivain Georges Normandy (« À l'heure actuelle, une véritable École de Fécamp s'adonne à l'art pictural, non sans bonheur » s'enchante celui-ci dès mai 1917) et soutenus par Eugène Leroux, directeur du Journal de Fécamp qui publie leurs poèmes dans ses colonnes. Outre « le peintre Henry E. Burel, qui rimait d'agréables croquis et des pièces descriptives qu'il n'a pas rassemblés », on relève les noms de Charles Argentin, Gaston Demongé et Henri Maugis, futur auteur de nombreuses préfaces de la collection Classiques Larousse.
Si l'on y relève plus rarement des portraits et des natures mortes, la peinture de Henry E. Burel est essentiellement caractérisée, écrit Gérald Schurr, par « une vision claire, aimable et simplificatrice des paysages maritimes de la cote normande », au-delà desquels se trouvent cependant quelques vues de la Bretagne (Camaret-sur-Mer, Saint-Malo) et de la Côte d'Azur (Villefranche-sur-Mer). En dehors de son art, il mène une vie professionnelle liée au conditionnement et au négoce de la morue, d'abord en tant que directeur de la sécherie Le Borgne, ensuite en tant que cofondateur, avec son frère Fernand, de la Société Jean Prentout et Burel Frères (marque commerciale « Conserves PBF »).
C'est l'homme de lettres havrais Bernard Esdras-Gosse (1903-1962) qui, dans son panorama de la production artistique en Normandie après la Seconde Guerre mondiale, conforte la notion d'École fécampoise de peinture : « avec Fécamp, autre centre artistique de la Seine-Maritime, nous nous trouvons en présence d'un petit groupe, le seul où le mot "école" conserve pleinement son sens ancien. Une école dans laquelle Henry E. Burel fait figure de chef de file avec, entre autres, Adrien de Chanteloup (1907-1988) et Jean Laperdrix (1912-2005) pour disciples, tous plus ou moins orientés vers la traduction des paysages marins, tous plus ou moins peintres de la mer. "L'École fécampoise", dit-on fréquemment, et, cette fois, c'est vrai ».
Mort le 4 mars 1967, Henry E. Burel repose au cimetière de Fécamp.

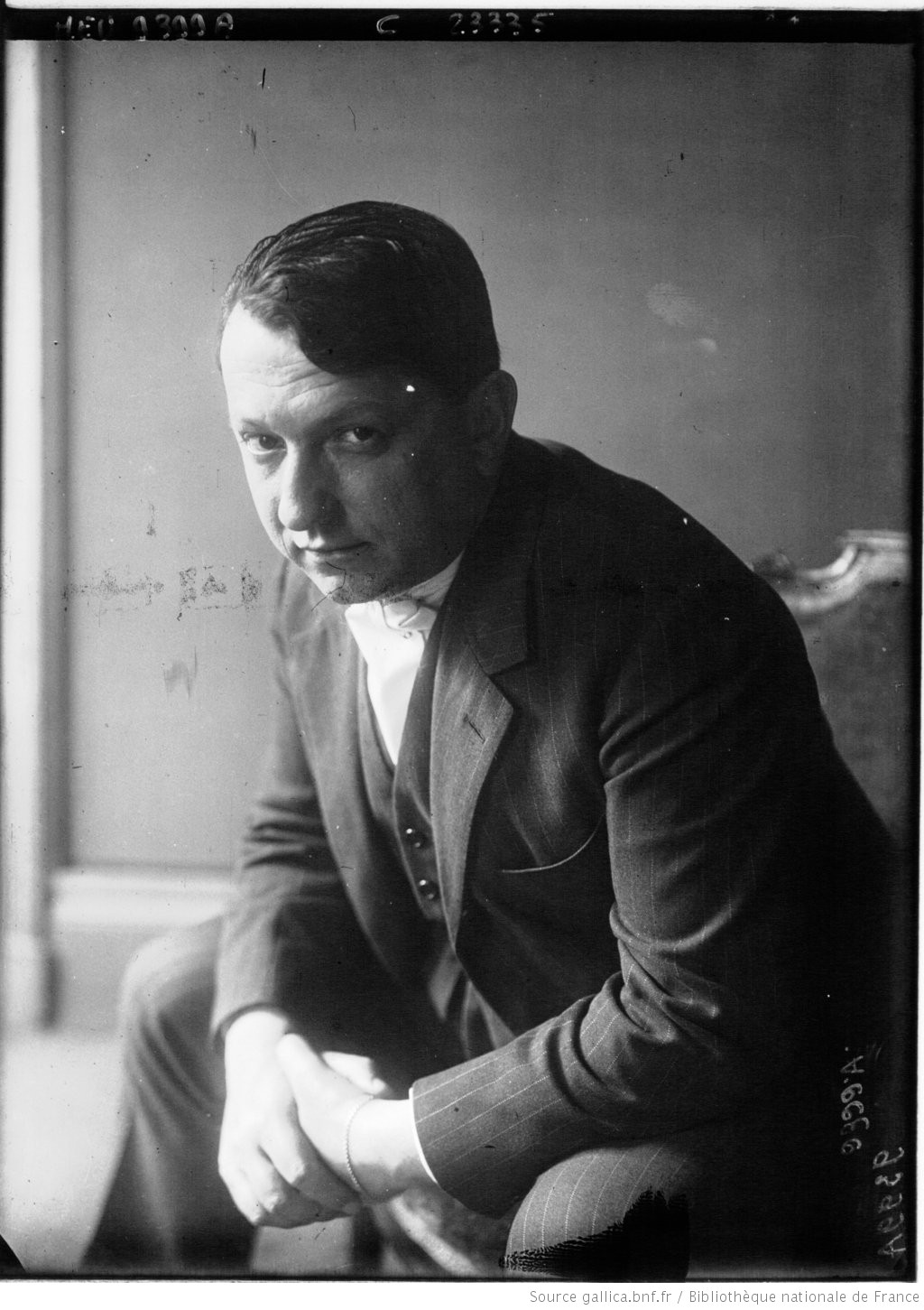
Francis Carco.

## Contributions bibliophiliques
- Francis Carco de l'Académie Goncourt, La Route du bagne, illustrations de Henry E. Burel, Le Livre moderne illustré, 1942.

## Expositions

### Expositions personnelles
- Galerie Barreiro, Paris, 1929, 1930, 1931, 1935, 1936.
- Galerie Jean-Jacques-Rousseau, Le Havre, juin-juillet 1948.
- Galerie André Maurice, Paris, février-mars 1952[11],[12],[13], janvier 1957 (rétrospective sous la présidence d'honneur d'André Marie).
- Galerie Jacques Hamon, Le Havre, 1953.

### Expositions collectives
- Les artistes normands, Galerie Sauvage, Paris, novembre 1918[14].
- Exposition des arts régionaux - Congrès régionaliste de Normandie, Fécamp, juillet-août 1924[15].
- Exposition des artistes normands, Rouen, 1927.
- Salon d'automne et Salon des Tuileries, Paris, de 1927 à 1939[16].
- Exposition du groupe Les XVI (quatre sculpteurs, deux architectes, dix peintres dont Jean Aujame, Léonard Bordes, Henry E. Burel, Pierre Hodé, Pierre Le Trividic, Marcel Niquet…), Galerie Legrip et Hôtel d'Angleterre, Rouen, 1934, 1936.
- Salon des indépendants, Musée d'art moderne de la ville de Paris, 1943[17],[18].

## Réception critique
- « Ce jeune artiste n'a pas seulement, comme mille autres peintres - et des meilleurs - un œil et une patte. Il ne traduit pas seulement, d'instinct, son impression : il la détaille, il la savoure, il l'analyse, il lui donne son être tout entier à l'exemple de son maître André Paul Leroux. Mais tandis que ce dernier abandonne aux spectacles la totalité de ses sens et de son cœur, Henry E. Burel, les sens aussi vibrants que ceux du maître fécampois, remplace le cœur par l'intelligence, et cela au point de traduire ses émotions picturalement et littérairement… En lisant ses poèmes, les amateurs, tout en constatant l'intérêt puissant présenté par le talent d'Henry E. Burel, se convaincront que la littérature, telle que la pratiquent des dizaines de nouveaux venus trop pressés de publier, est un art que possèdent aisément, sans aucune étude, les hommes bien doués. » - Georges Normandy[19]
- « La mer, Burel l'a dans le sang. Ne fut-elle point l'émouvante et rude compagne des capitaines terre-neuvas, ses ancêtres ?… L'œuvre de Burel est d'un peintre farci de tendresse pour l'eau charriant des navires, giflant les falaises; noyant les plages, bavant sa fureur, mettant des touches d'or et de turquoise au bas d'un ciel embrasé… Passionné de tout ce qui - de Dieppe à Fécamp, de Cannes à Villefranche-sur-Mer - par le truchement des brosses, évoque l'univers marin, Burel, enthousiaste et probe, mérite hautement le titre de "peintre de la mer" que lui décernent les artistes normands de Rouen, ses confrères. » - René Domergue[1]
- « Les qualités des marines de Burel sont aussi discrètes que profondes. Un coup d'œil superficiel vous ferait aisément croire qu'elles sont grises. Mais il suffit de les regarder un peu mieux pour les voir s'animer d'un très précieux nuancement de tons chaleureux, de lumières qui touchent le cœur, lui communiquant un heureux amour. Burel aime ce qu'il montre et possède à un haut degré l'art de nous le faire aimer à notre tour. Ses thèmes favoris, il n'a même pas, par gros temps, à sortir de sa maison pour les trouver soumis d'avance à l'hommage de sa ferveur. Né à Fécamp, issu d'une lignée de capitaines terre-neuvas, les brumes et la tempête sont les domaines qu'il lui appartient de contempler de sa fenêtre. Il est là dans son élément, sa patrie. Il ne sera lamais las d'en célébrer les changeantes merveilles, de Honfleur à Étretat, sous le plus beau ciel du monde… Henry E. Burel mérite le nom respecté qu'il s'est fait - Président d'honneur des artistes normands - par les peintres-poètes de la mer. » - Maximilien Gauthier[20]

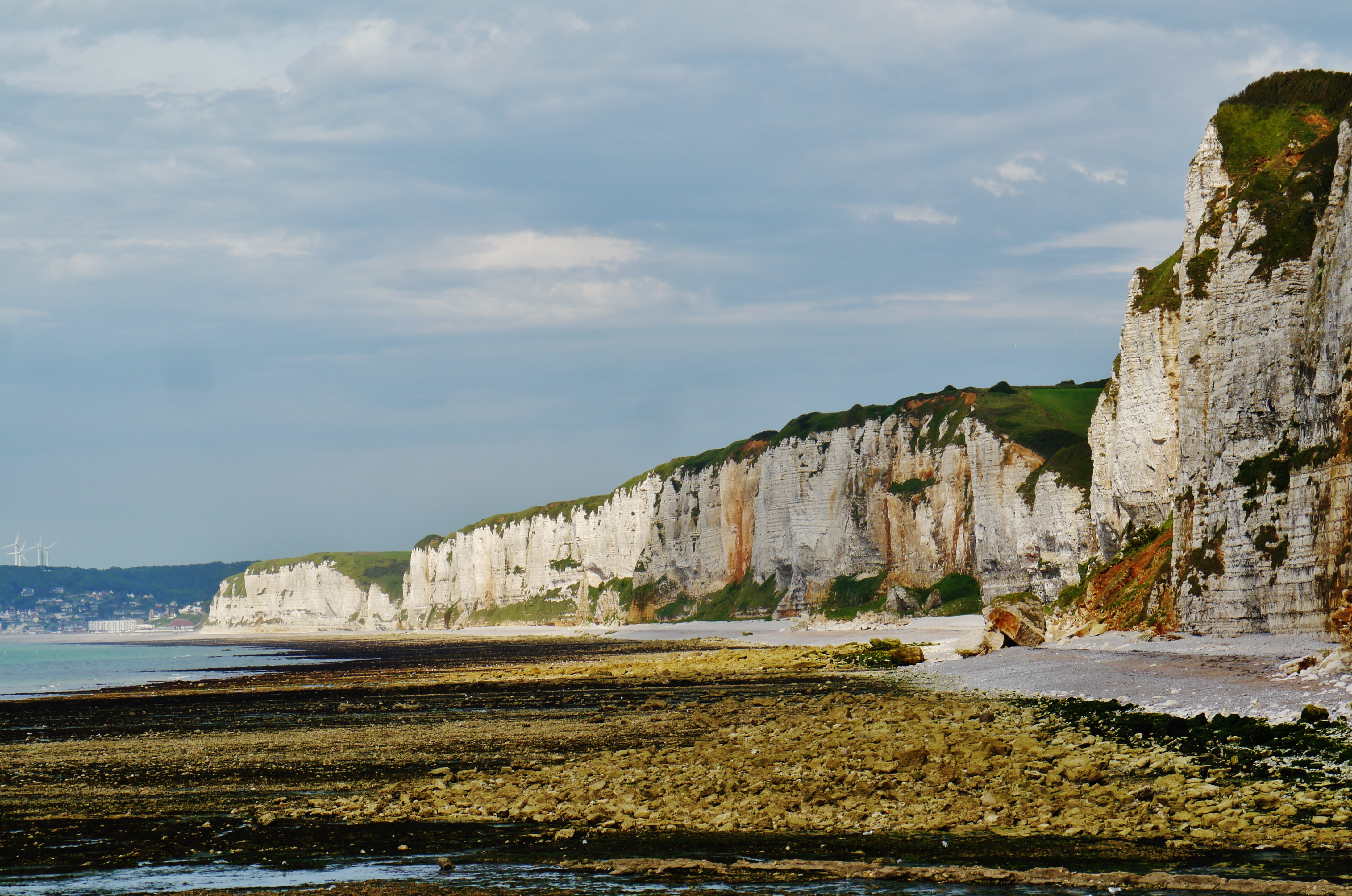
Falaises de Fécamp et d'Yport.

- « Son style rude taille dans les bistres, les noirs, les ocres et les gris, l'univers et la vie du marin et, dans des gammes plus riantes, mais c'est dimanche, les plaisirs des régatiers. » - Jean Chabanon[21]
- « Henry E. Burel habite à Fécamp une maison sur la mer qu'il peut regarder, peindre sous tous ses aspects, forte ou calme, ensoleillée ou proche du grain ; à Dieppe, à Honfleur, à Étretat, à Yport, il peint les barques échouées, les jetées sous le vent, les plages, le va-et-vient des ports de pêche. C'est un art sans éclat, sans virtuosité, mais solidement construit par un homme passionné pour ce qu'il voit et pour ce qu'il sent. » - Pierre Descargues[22]
- « Le Normand Henry E. Burel a laissé de solides paysages des falaises d'Étretat et d'Yport : sa Falaise du musée des Beaux-Arts de Rouen, signée en 1951, montre une touche délicate et précise. » - Gérald Schurr[23]

## Collections publiques
- Musée des Pêcheries, Fécamp :

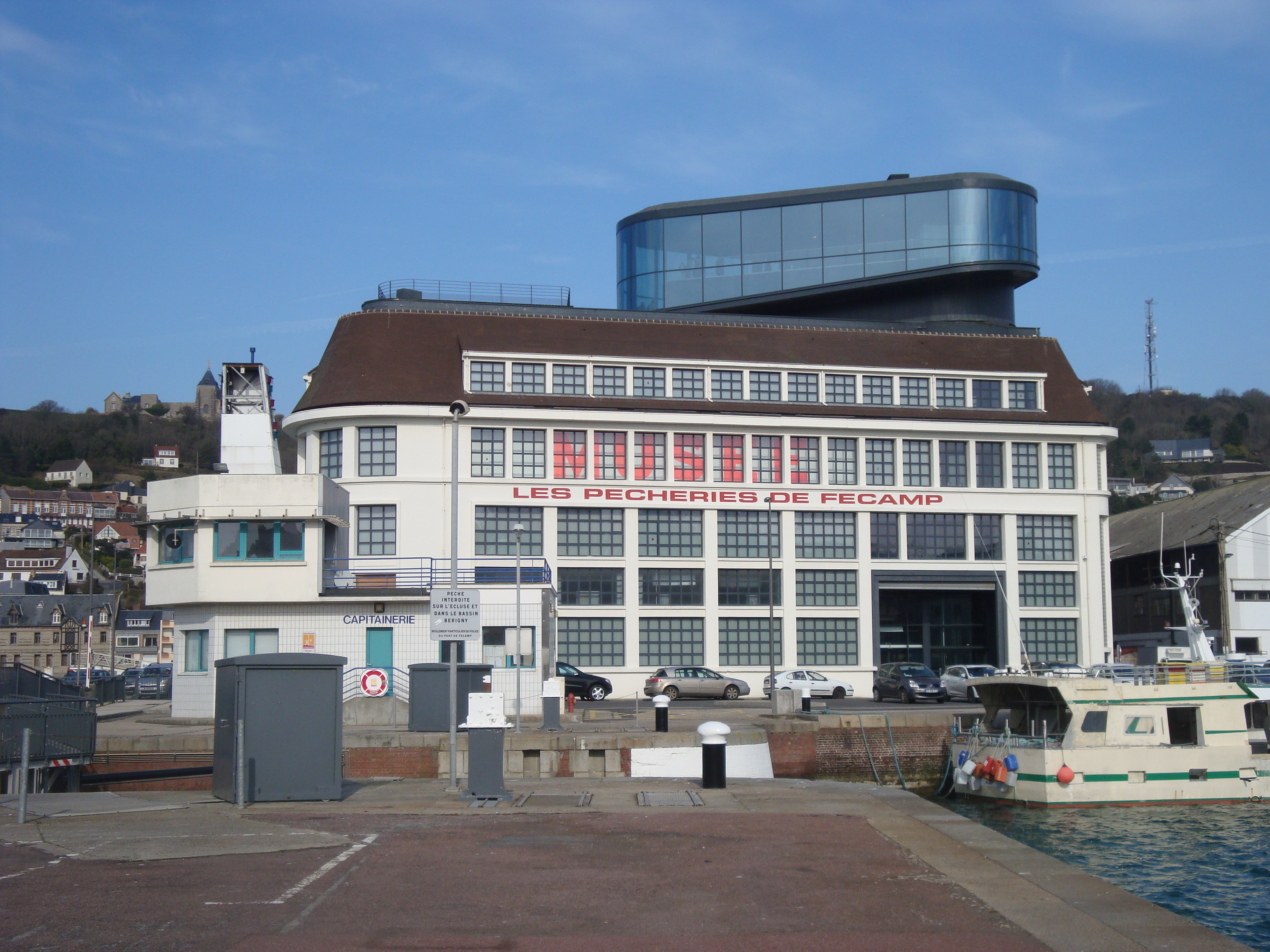
Musée des Pêcheries, Fécamp.

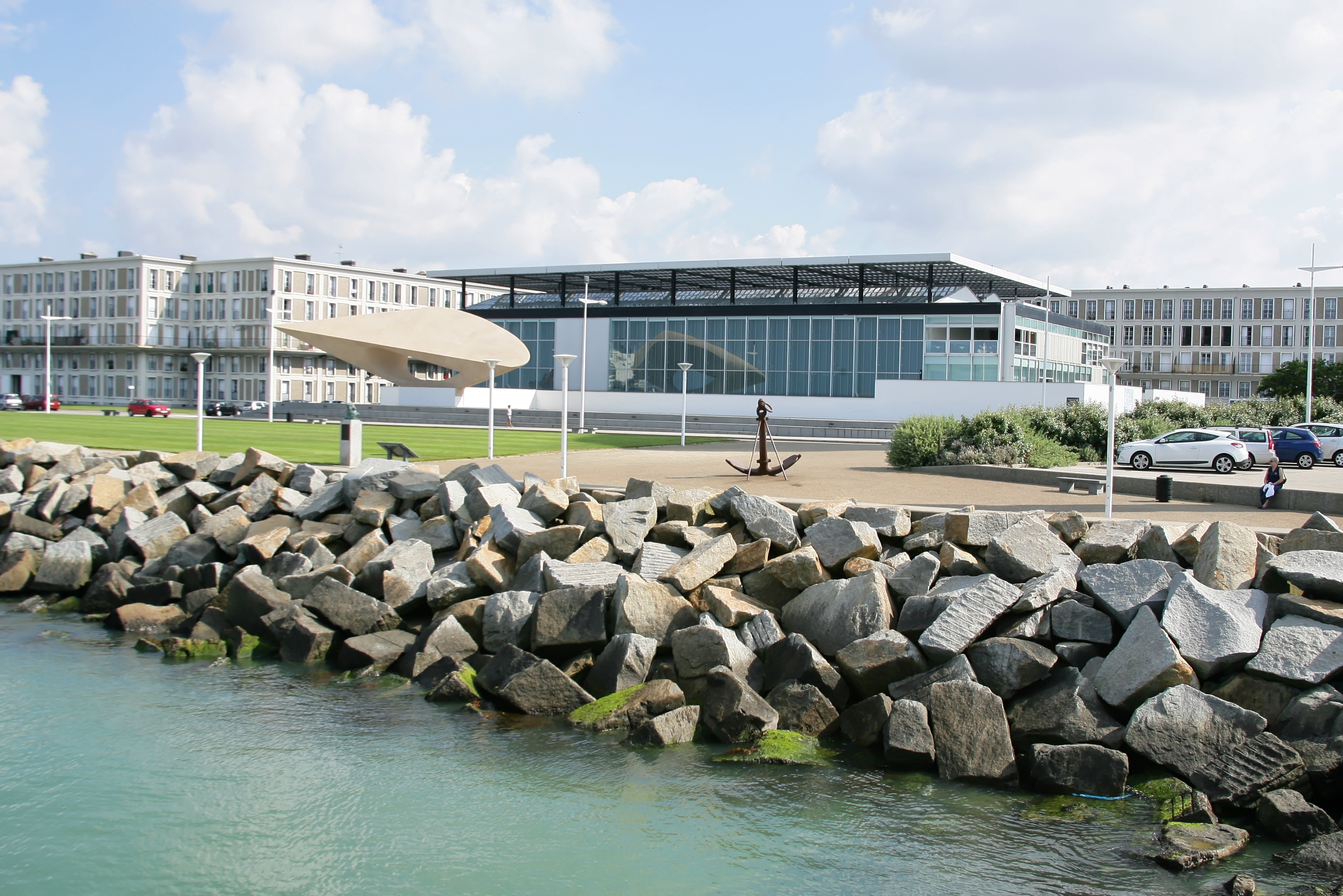
Musée d'art moderne André-Malraux, Le Havre

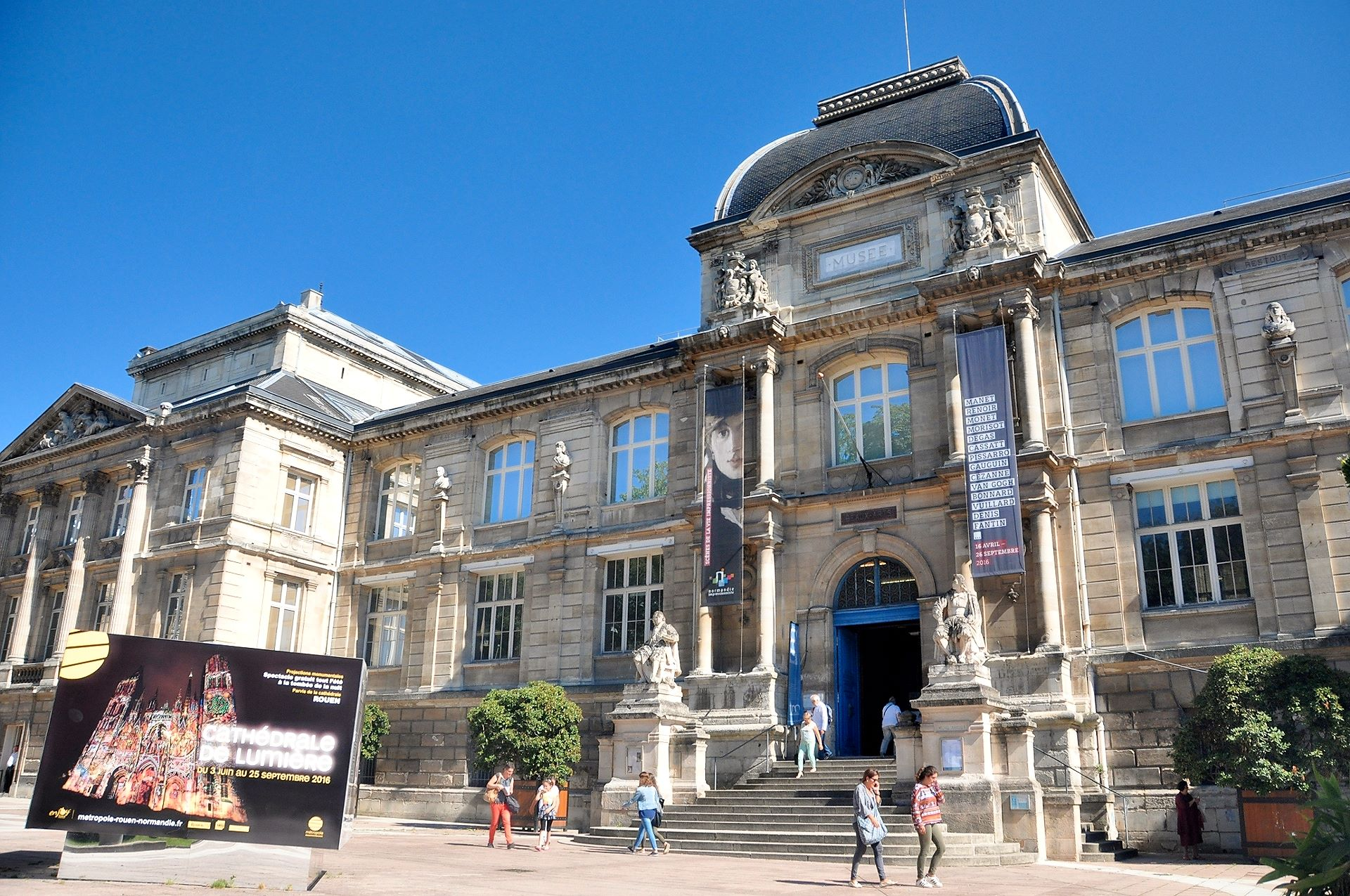
Musée des Beaux-Arts de Rouen

  - Vapeur chargeant de l'eau sur les quais de Fécamp, huile sur toile 30 x 40c m, 1916.
  - Autoportrait, huile sur toile 46 x 38 cm, 1929.
  - L'avant-port, navires dans le bassin, huile sur toile 89 x 116 cm, avant 1931.
  - La rade de Fécamp par temps gris, huile sur toile 89 x 106 cm, 1931.
  - Déchargement d'un drifter de l'armement Leporc, huile sur toile 54 x 65 cm, 1934.
  - La corderie de la Verte Orée, huile sur toile 50 x 61 cm, 1937.
  - Les grandes écoles, Fécamp, huile sur toile 50 x 61 cm, 1937.
  - L'avant-port de Fécamp sous la neige, huile sur panneau, 50 x 61 cm, 1938.
  - Voilier en construction, chantier Georges Argentin, huile sur toile 50 x 61 cm, 1945.
  - L'Île-de-France à quai, huile sur toile 46 x 55 cm, 1946.
  - Marine à Yport - Barques de pêche, huile sur toile 38 x 55 cm, 1947.
  - Bec-de-Mortagne - Vue de l'église, huile sur toile 46 x 55 cm, non datée.
- Musée d'art moderne André-Malraux, Le Havre :
  - Paysage de Fécamp, huile sur toile 54 x 65 cm, 1933[24].
  - Le bassin de Fécamp, huile sur toile 50 x 61 cm, 1933[25].
  - Marine - Étretat, huile sur toile 48,5 x 57 cm, 1933[26].
- Musée des Beaux-Arts de Rouen :
  - Le pont Boieldieu à Rouen avant sa destruction le 9 juin 1940 (I), huile sur toile 50 x 61 cm, 1938[27].
  - Le Pont Boieldieu à Rouen avant sa destruction le 9 juin 1940 (II), huile sur toile 54 x 65 cm, 1938, en dépôt au Tribunal de commerce de Rouen[28].
  - Ruines de Rouen en 1944 - La tour Saint-André et l'abside Saint-Éloi, huile sur toile 55 x 46 cm, 1944[29].
  - Bombardement de Rouen en 1944, huile sur toile 50 x 61 cm, vers 1944, en depôt au Service des eaux de la ville de Rouen[30].
  - Falaise d'Étretat, huile sur toile 73 x 92 cm, 1951[31].

## Collections privées
- Roger Bésus, Bierville, Tempête, huile sur toile 46 x 55 cm[32].
- Famille Le Grand, villa Bénédictine, Fécamp[33] :
  - Voiliers dans le port de Fécamp, huile sur toile 55 x 38 cm.
  - Chalutiers au port, huile sur toile 19 x 24 cm.

## Distinctions
- Président, puis président d'honneur de la Société des artistes normands.